# Al-Lāt

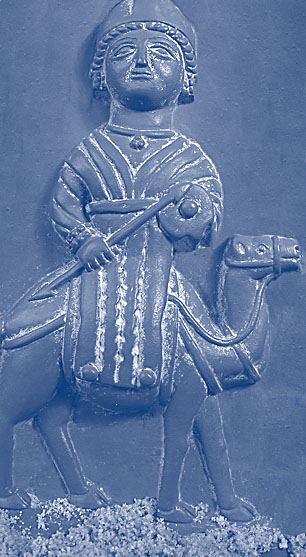
al-Lāt reitet auf einem Kamel. Relief aus Ta'if in Saudi-Arabien, um 100 n. Chr.

Al-Lāt (arabisch اللات, DMG al-Lāt ‚(die) Göttin‘) ist eine vorislamische Göttin der Araber und bereits von Herodot als Alilat (Άλιλάτ) bezeugt, die mit Urania verglichen wurde. Ihr Kult ist seit dem 4. Jahrhundert v. Chr. in Syrien bekannt. Sie war neben al-'Uzzā und al-Manāt eine der drei in Mekka verehrten Hauptgottheiten. Ihr Sitz wurde in einem viereckigen, weißen Stein angenommen. Bei Wallfahrten brachte man ihr Weihgeschenke und Schlachtopfer dar. Idole der al-Lāt wurden von den Mekkanern in Schlachten mitgeführt.

## Formen des Kults
Der Kult der Göttin al-Lāt wird von Herodot (I,131; III,8) in der Mitte des 5. Jahrhunderts v. Chr. als bedeutend im nordarabischen Raum erwähnt. Nach Wellhausen waren in römischer Zeit mit ihr zusammengesetzte Personennamen sehr häufig im palmyrischen Gebiet anzutreffen, so zum Beispiel beim Sohn des Odaenathus und der Zenobia, der den Namen Wahballāt („Gabe der al-Lāt“) trug, ebenso: ‘Abdallat, „Sklave der al-Lāt“. In dieser Zeit blühte ihr Kult vor allem in Syrien, danach bis zur Einführung des Islam im 7. Jahrhundert auch in Zentralarabien.

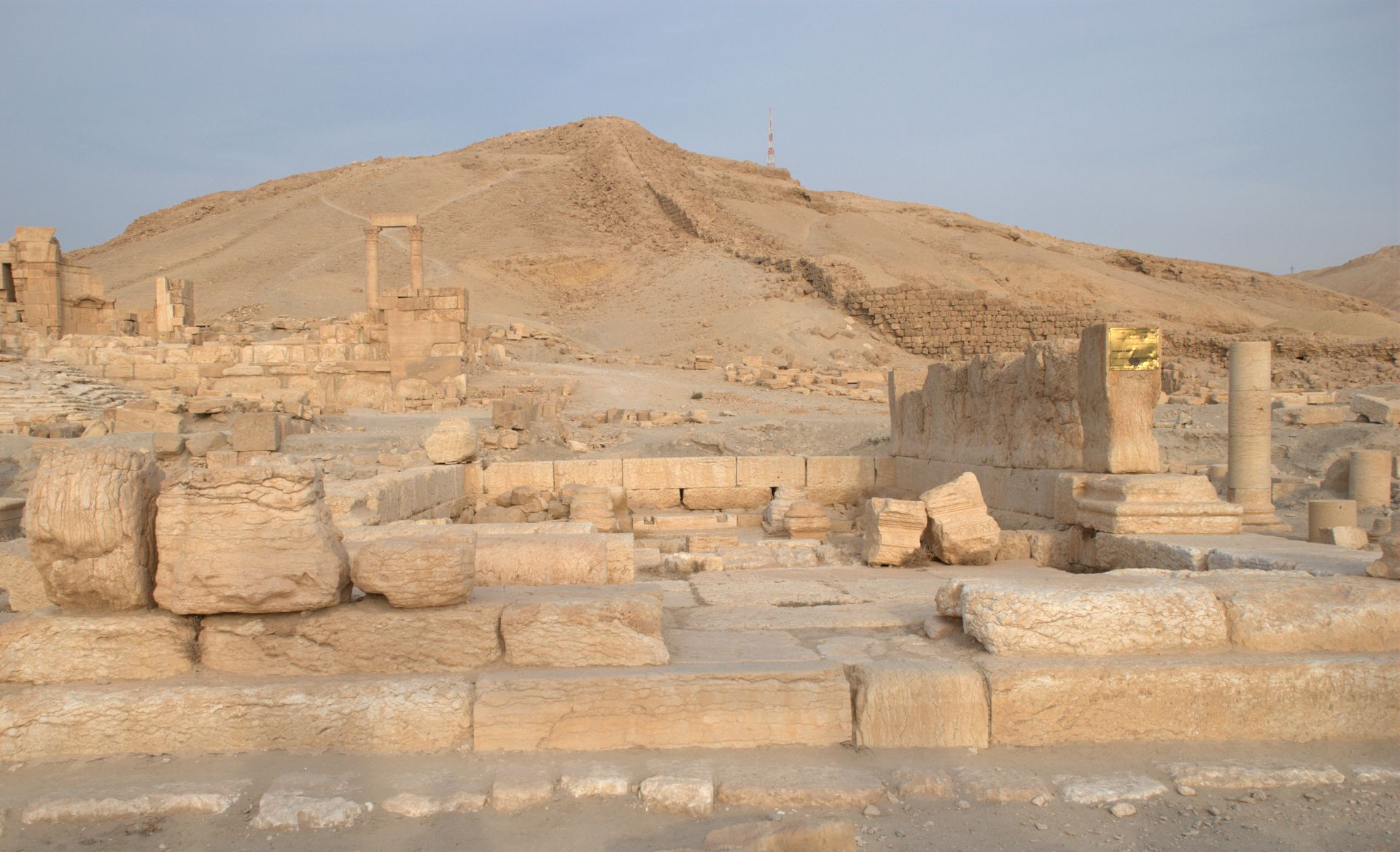
Der in den 1970er Jahren im Westen der römischen Stadt Palmyra freigelegte al-Lāt-Tempel stammt aus dem 1. oder dem Anfang des 2. Jahrhunderts. Alle späteren Überbauungen des Tempels ließen den Schrein der Göttin im Kern bestehen, was auf ihre andauernde starke Verehrung hindeutet.

In der Oase Palmyra im Osten Syriens wird al-Lāt in Inschriften ab dem 1. Jahrhundert n. Chr. greifbar. Die al-Lāt-Verehrung ging in Palmyra von den Bene Maazin aus, einem der vier arabischen Stämme, die zu den Gründern der Stadt gehörten. Ein anderer Stamm, die Bene Yedi'ebel verehrten die Göttin ebenfalls als Patronin, wie auf einem 62/63 datierten Altar zu lesen ist, der im Baalschamin-Tempel von Palmyra gefunden wurde. Auf zwei Tesserae erscheint al-Lāt als sitzende Figur mit Löwe, das außerdem abgebildete Kamel gehörte zum Familienwappen der Bene Nurbel, einem Zweig der Bene Maazin. Im arabischen Stadtviertel im Westen wurden 62 und 64 n. Chr. zwei Statuen aufgestellt, die in der Weiheinschrift den Namen der Göttin tragen. Ihr Aufstellungsort lag vermutlich im Temenos des al-Lāt-Tempels. Der Tempelkult wird inschriftlich erstmals im Jahr 115 erwähnt. In einer Inschrift von 129 auf einer Säulenkonsole an der Kolonnadenstraße werden zwei Brüder geehrt, weil sie sechs Säulen des Portikus und einen Teil der Decke finanzierten und dies zu Ehren der drei Götter des Tempels geschehen sei. Neben al-Lāt, die „Herrin des Tempels“ (mrt byt’) genannt wurde, gehörten der babylonische Sonnengott Šamaš und der arabische Gott Raḥhim (rḥm) dazu.
Eine nabatäische Inschrift von 56 n. Chr. zeigt, dass der Kult zu einer frühen Zeit auch im Hauran verbreitet war. Die Nabatäer hatten 85 v. Chr. Damaskus eingenommen und beherrschten seither die südliche Region. Die Inschrift aus dem Ort Salchad berichtet von der Aufstellung eines al-Lāt-Tempels und lässt vermuten, dass der Kult der Göttin zuvor nicht bekannt war und von weit her eingeführt wurde.
Im jordanischen Wadi Rum, 40 Kilometer östlich von Aqaba am Fuß des Dschabal Ram, wurde 1931 ein weiterer Tempel der al-Lāt entdeckt. Die Ausgrabung 1933 und eine Nachgrabung 1959 brachten einen zentralen 4,1 × 4,9 Meter großen Schrein auf einer Plattform zum Vorschein, der auf drei Seiten von einem Säulenkranz (Peristasis) und außen von Nebenräumen umgeben war. Der innere Hof öffnete sich zum Treppenaufgang im Osten. Vor der Treppe stand neben der Nordostecke des Tempels ein großer Altar für Schlachtopfer. 100 Meter östlich wurden Spuren einer Thermenanlage ausgemacht, die von einer nahen Quelle Wasser erhalten hatte. Die Gläubigen nahmen hier vermutlich vor dem Betreten ein rituelles Bad. Der Tempel gehörte zu einer Karawanenstation an der Weihrauchstraße.
Eine Verbindung besteht zwischen al-Lāt und der Fruchtbarkeitsgöttin Astarte. Auf der Vorderseite einer Tessera ist die Trias Bel, Jarchibol und Aglibol dargestellt, während auf der anderen Seite Astarte mit einer langen Tunika bekleidet einen Zepter in der Hand hält. Unter verschiedenen Namen wurde in Syrien eine einzelne Himmelsgöttin angesprochen. Astarte war in Palmyra das Gegenstück zur babylonischen Ištar. Laut Herodot verehrten die Araber nur eine männliche und eine weibliche Gottheit. Al-Lāt setzte er mit Aphrodite Urania gleich.
Al-Lāt kann nach den Inschriften von zwei Tesserae als Begleiterin dem Bel beigestellt werden. Dort ist ‘gn bl blty zu lesen, wobei bl für Bel steht und mit blty („meine Herrin“) die Göttin gemeint ist. Auf der Rückseite ist al-Lāt in frontaler Sitzposition abgebildet, mit einem Löwen zur Seite und einem Vogel in der Hand. Dieses Motiv ist von der Göttin Atargatis bekannt.
Im 2. Jahrhundert verändert sich al-Lāt hin zu einer bewaffneten Athene mit einem Helm auf dem Kopf, einer Aigis behängt und einem Speer in der rechten Hand, während die linke Hand auf einem Schild an ihrer Seite ruht. So ist sie im Hauran auf Reliefs zu sehen. Die Verbindung mit Athene wird durch griechische Inschriften von dort und durch einen 1974 im al-Lāt-Tempel von Palmyra gefundenen griechischen Text bestätigt.
Im Bel-Tempel von Dura Europos befand sich ein Relief mit einer Opferszene, in der zwei Männer Räucherwerk einer Gruppe von fünf stehenden Gottheiten darbieten. Die mittlere Götterfigur stellt wohl Bel dar, der von Jarchibol und Aglibol flankiert wird. Ganz links ist al-Lāt mit langer Robe und einem Schild zu sehen. Einige Inschriften im Tempel belegen, dass in Dura Europos die palmyrenischen Gottheiten außer von römischen Soldaten auch von einheimischen Sklaven und Dienern der römischen Familien verehrt wurden.

## Überlieferung im Koran

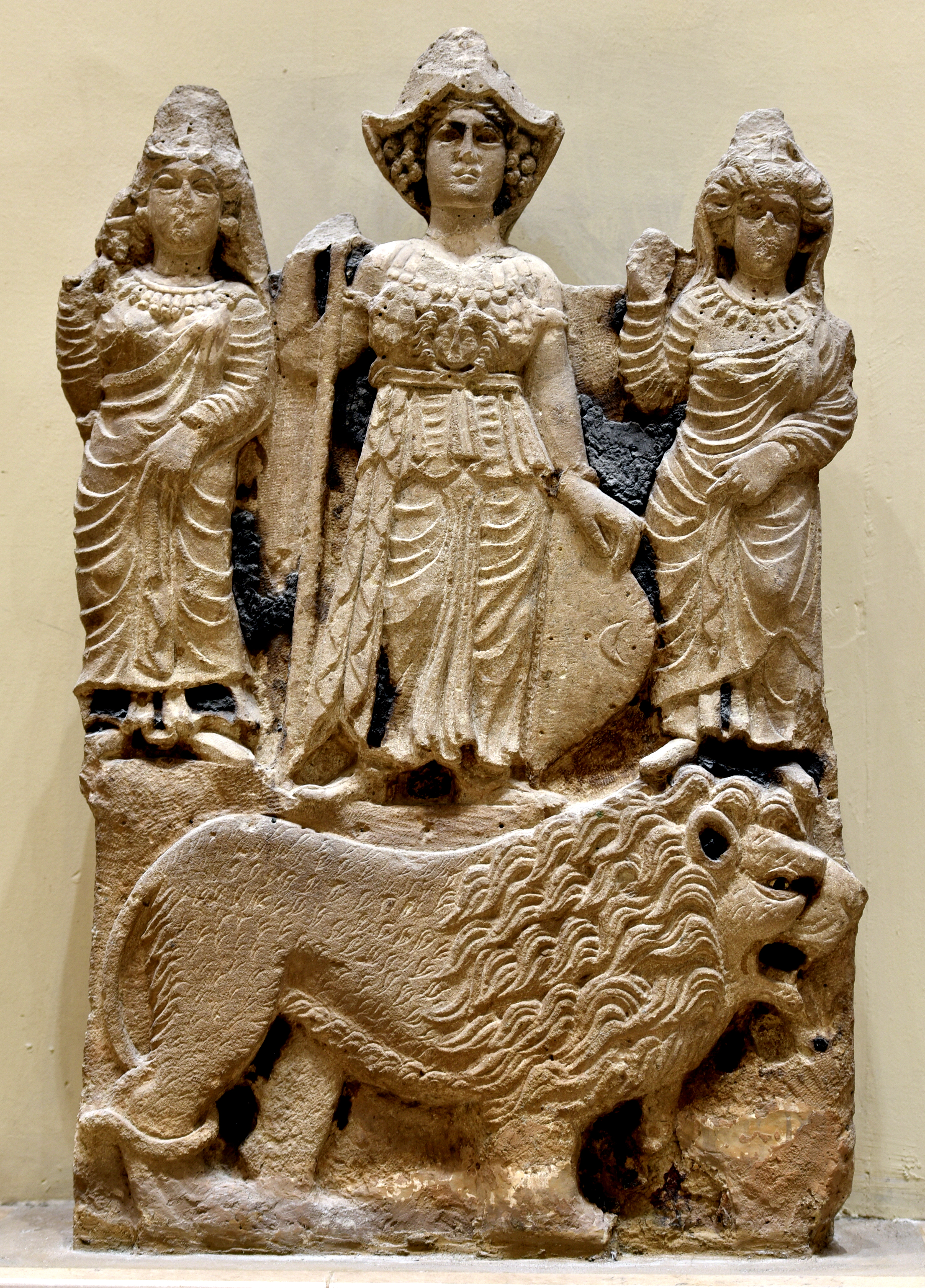
Relief der Göttinnen al-Lāt, al-Manât und al-Uzza aus Hatra. Parthisch, 1.–3. Jahrhundert

al-Lāt wird im Koran, Sure 53, Vers 19 bis 23 und 27, 28 neben al-Uzza und al-Manât erwähnt:

„(19) Habt ihr al-Lat und al-Uzza gesehen,

(20) und auch al-Manat, diese andere, die dritte?

(21) Ist denn für Euch das, was männlich ist, und für Ihn das, was weiblich ist, bestimmt?

(22) Das wäre dann eine ungerechte Verteilung.

[…] Jene sind nur leere Namen, welche ihr und eure Väter für die Götzen ausdachtet, wozu Allah keine Erlaubnis gegeben hat.“

Eine (größtenteils mit schwachen Überlieferungsketten ausgestattete) Überlieferung behauptet, dass die Verse 21 und 22 wegen einer Art teuflischen Einflüsterung (Satanische Verse) während des Vortrags des Propheten wie folgt lauteten:

„Das sind die erhabenen Kraniche.
Auf ihre Fürbitte darf man hoffen.“

Im Götzenbuch des Ibn al-Kalbī heißt es über al-Lāt:

„Al-Lāt befand sich in at-Ta'if. Sie ist jünger als al-Manât. Al-Lāt war ein viereckiger Felsblock, bei dem ein Jude Grütze zu zerstoßen pflegte. Ihre Hüter waren die Banū 'Attāb ibn Mālik vom Stamme Thaqif. Sie hatten über ihr einen Bau errichtet. Die Quraisch und alle Araber verehrten sie … Die Anbetung von al-Lāt blieb bestehen, bis der Stamm Thaqif sich zum Islam bekehrte. Der Gesandte Gottes (Gott segne ihn und gebe ihm Heil) sandte al-Mughira ibn Schu'ba; er zerstörte sie und verbrannte sie mit Feuer.“

Entsprechend nannten die Araber den Juden, der bei der Gottheit Grütze zu zerstoßen pflegte, al-Lātt und stellten damit eine Verbindung zum Namen des Idols her (Part. Akt. von arab.laṯṯa لث, لت / ‚Getreide zerkleinern/mahlen‘).
Das Idol der Göttin wurde nach der Einnahme Mekkas durch Mohammed und seine Anhänger zerstört. An ihrer Stelle hat man die erste Moschee der Siedlung errichtet. Ihr Himā-Bezirk ist von Mohammed beibehalten und im Islam sanktioniert worden. Vergessen hat man die Gottheit aber nicht. Denn der britische Forschungsreisende und Orientalist Charles Montagu Doughty berichtet im späten 19. Jahrhundert in seinem berühmten Buch: Travels in Arabia Deserta (Band 2, S. 511 und 515–516) über Felsblöcke bei at-Taif, welche die Bewohner damals al-'Uzzā, al-Lāt und Hubal nannten und bei denen sie in Krankheitsfällen heimlich Hilfe suchten.